# Kronologija Domovinskog rata: lipanj 1991.

### 1. lipnja
- U Srijemskim Čakovcima nedaleko Vukovara intervenirala JNA zbog oružanog sukoba među mještanima, sada u mjestu 17 tenkova, četiri oklopna transportera i dva sanitetska vozila JNA.[1]
- Iz Trebinja čelnik Srpske demokratske stranke za BiH Radovan Karadžić pozvao Dubrovnik da se pridruži tzv. Zajednici općina istočne i stare Hercegovine, svojevrsnom pandanu krajini u Republici Hrvatskoj.[1]
- Cjepanje Jugoslavije bilo bi anakronizam i Europska zajednica ne smije učiniti ništa čime bi to pomogla, izjavio predsjedavajući EZ Jacques Poos za EZ-Magazin iz Baden Badena, ali buduću Jugoslaviju vidi kao savez država, koji nastaje na demokratski način.[1]

### 2. lipnja
- Cestovnom hajdučijom, koja je inaugurirana na prilazima Kninu 17. kolovoza prošle godine u vrijeme pune turističke sezone, ugrožena egzistencija više od 120.000 ljudi koji žive isključivo od turizma.[1]
- Pokret za Jugoslaviju (srbijanski novokomunisti) sa svoje godišnje konferencije u Beogradu zahtijevao da se američki ambasador Warren Zimmermann protjera iz Jugoslavije.[1]

### 3. lipnja
- U dijelovima Hrvatske ne prestaju diverzije i eksplozije: na cesti Ilok - Šid na teritoriju Republike Hrvatske specijalna policija iz Srbije uhitila četiri osobr; srušen most na Vuki; Martićevci nasumce pucaju po hrvatskim selima...[1]
- U Vojnom sudu u Zagrebu počelo suđenje vojniku JNA Ivanu Medvedoviću, jer je iznosio neistinite tvrdnje da jedinica JNA u kojoj je bio i on priprema klanje i ubijanje pripadnika MUP-a Republike Hrvatske u okolici Vrhovina i Plitvica te da JNA ima razrađen plan napada na pripadnike MUP-a i narod.[1]

### 4. lipnja
- Predsjednik Republike Hrvatske dr. Franjo Tuđman primio u Banskim dvorima ambasadora Australije u SFRJ Francisa Milnea, te mu najavio, ako ne dođe do naglog pozitivnog obrata u stajalištima Srbije, osamostaljenje Hrvatske i Slovenije.[1]
- U Kninu počelo prikupljanje potpisa za povratak u zemlju ratnog zločinca i četničkog vojvode Momčila Đujića.[1]
- Četnički teroristi oteli petoricu Vinkovčana, među njima i poznatog proizvođača kulena Stanka Bošnjaka, te s otetim osobnim automobilom i hladnjačom odvezli ih u Mirkovce.[1]

### 5. lipnja
- U izjavi za Glas Amerike hrvatski predsjednik dr. Franjo Tuđman naglasio da je sarajevski, šesti po redu, susret republičkih predsjednika završni sastanak  je li moguć sporazum o preobrazbi jugoslavenske zajednice u savez suverenih republika, ili, ako nije, razlaz.[1]
- Kontraobavještajna služba JNA /KOS/ u Splitu uhitila četvoricu Splićana sudionika demonstracija pred zgradom Komande Vojnopomorske oblasti 5. svibnja.[1]

### 6. lipnja
- U Sarajevu održan šesti sastanak predsjednika republika, među ostalim odlučeno da se kriza izazvana neimenovanjem predsjednika Predsjedništva SFRJ što hitnije riješi u skladu s Ustavom i Poslovnikom, te da se održi poseban sastanak predsjednika Hrvatske, Srbije i Bosne i Hercegovine, zbog loših međunacionalnih odnosa u tim republikama.[1]
- Vojni sud u Zagrebu osudio časnika JNA Ivana Medvedovića na godinu i pol zatvora zbog iznošenja vijesti i tvrdnji za koje je znao da su lažne.[1]
- State Department pismeno obavijestio Savezni sekretarijat za vanjske poslove da su zahtjevi za dozvolu komercijalne prodaje oružja vlastima jugoslavenskih republika odbijeni i da će biti i ubuduće odbijani.[1]

### 7. lipnja
- Potpredsjednik Sabora Republike Hrvatske Vladimir Šeks najavio u Osijeku da će od polovice lipnja Sabor neprekidno zasjedati, a zasjedanje će trajati dok se ne riješi daljnji status Hrvatske.[1]
- Oko 2.000 stanovnika Kručeva već više od dva mjeseca opkoljeno od strane Martićevih odmetnika.[1]
- Predstavnici Odbora za zaštitu ljudskih prava Hrvatskog sabora boravili na kninskom i skradinskom području te utvrdili da Srbima prava nisu ugrožena, ako jesu, onda su to Hrvatima na tim područjima.[1]
- U kombinatu Borovo teroristima koji su sudjelovali u krvavim sukobima u Borovu Selu pojedini rukovodioci daju neplaćeni dopust kako bi opravdali njihov boravak na barikadama i osujetili otkaze.[1]
- Bivši policajci i umirovljeni oficiri JNA, uz uvozne teroriste, a tu je i JNA generalno, glavni organizatori pobune i dobave oružja u Lici, kaže zapovjednik Policijske uprave Gospića Josip Bulog.[1]

### 8. lipnja
- Ponovno pucnjava i barikade u istočnoj Slavoniji: oružane provokacije u općinama Osijek, Vukovar, Vinkovci...[1]

### 10. lipnja
- Istražni sudac Vojnog suda u Sarajevu Alaga Bajramović donio rješenje da se istraga protiv uhićenih Splićana vodi u Sarajevu, jer istra2ni sudac Vojnog suda u Splitu nije bio spreman preuzeti vođenje predmeta.[1]

### 11. lipnja
- Inspektori saveznog SUP-a i predstavnici JNA pri posjetu mjestima šibenske općine ni jednom riječju ne spominju teror kninskih martićevaca.[2]
- Militantni Srbi uz povike Ovo je Srbija zauzeli u Krnjaku nedaleko Karlovca pogon zagrebačke tvornice Kraš.[2]
- Srbijanska milicija sve češće preko Dunava upada na područje Hrvatske, najčešće kod Iloka.[2]
- Pronađen u Dunavu leš Vukašina Šoškočanina, komandira obrane Borova Sela, koji se na srbijanskoj televiziji hvalio kako je ubio šest Hrvata, a da će, ako treba, ubit ih još 606.[2]

### 12. lipnja
- U Splitu održan najavljeni susret trojice republičkih predsjednika - dr. Tuđmana, Miloševića i Izetbegovića - na kojem je najavljena mogućnost podjele BiH na kantone.[2]
- Alija Izetbegović po dolasku u Sarajevo iz Splita izjavio novinarima da se protivi podjeli BiH i njezinoj kantonizaciji.[2]
- Od 18. lipnja Sabor Republike Hrvatske trajno zasjeda, sve dok se ne donesu sve državno-pravne odluke i zakoni neophodni za uspostavljenje čistog modela samostalne i suverene Hrvatske.[2]
- Njemački parlament pozvao svoju vladu da se u Europskoj zajednici zauzme za Jugoslaviju da će biti samo rezultat slobodnog samoopredjeljenja njezinih naroda.[2]
- Hrvatski nogometni savez postao članom FIFE (Svjetskog nogometnog saveza).[2]
- Američki ambasador Warren Zimmermann posjetio Hrvatsku, te se sastao s predsjednikom Tuđmanom, ustavnim predsjednikom Predsjedništva SFRJ Mesićem, predsjednikom sabora dr. Domljanom i predsjednicom Hrvatske narodne stranke dr. Dabčević-Kučar, najavljujući da Amerika podržava demokraciju i miran način rješavanja jugoslavenske krize.[2]

### 14. lipnja
- Počeo carinski rat između Slovenije i savezne vlade, jer ta republika odbija uplaćivati carine u blagajnu SIV-a.[2]
- U Zagrebu objavljene presude četvorici optuženih za pripremanje i pomaganje oružane pobune protiv Republike Hrvatske: Željko Ražnatović Arkan osuđen na 20 mjeseci zatvora, a svi osuđeni (do pravomoćnosti presude pušteni su iz pritvora na slobodu.[2]
- Situacija u Jugoslaviji bit će jedna od tema o kojoj će se raspravljati na skorom ministarskom sastanku KESS-a u Berlinu.[2]

### 15. lipnja
- Ukazom predsjednika Republike Hrvatske dr. Franjo Tuđman imenovan za opunemoćenog predstavnika Republike Hrvatske u Velikoj Britaniji dr. Drago Štanbuk, koji ujedno postaje i voditeljem Hrvatskog inozemnog ureda u Londonu.[2]

### 16. lipnja
- U Zagrebu u prostorijama NK Jarun svečano obilježena druga obljetnica osnutka Hrvatske demokratske zajednice.[2]
- Prva veća borbena akcija Hrvatskog ratnog zrakoplostva zrakoplovima. Na neprijateljsko taborište na planini Dinari ručno su izbačene improvizirane bombe.(): 16. lipnja 1991. - Prva akcija HRZ-a HRT. 16. lipnja 2020. Pristupljeno 17. lipnja 2020.[2]

### 17. lipnja
- Američki državni tajnik James Baker, prema pisanju New York Timesa, predložio predsjednicima šest jugoslavenskih republika da se s njim sastanu u Beogradu.[2]

### 18. lipnja
- U Zagrebu započelo neprekidno zasjedanje Sabora Republike Hrvatske sa zadaćom donošenja svih zakona i drugih državno-pravnih dokumenata neophodnih za razdruživanje od ostalih republika i Jugoslavije.[2]
- I dalje nemirne noći u vukovarskoj i vinkovačkoj općini; pucnjava u Mirkovcima, Bršadinu, Ostrovu i Novim Jankovcima.[2]
- Splitski gradonačelnik prof. dr. Petar Slapničar pismom zatražio od predsjednika Vojnog suda u Sarajevu da omogući posjet pritvorenim Splićanima, koji se nalaze u vojnom istražnom zatvoru u Sarajevu.[2]
- U beogradskom dnevniku Politika šef KGB-a general V. Krjučkov izjavio da bi u interesu svih naroda Jugoslavija trebala ostati jedinstvena.[2]
- Agencija UPI javlja da se američka administracija sprema podržati ograničenu autonomiju šest jugoslavenskih republika, u pokušaju da potakne federalne jedinice da očuvaju jedinstvo zemlje, te da će to u Beogradu svojim sugovornicima prenijeti državni tajnik James Baker.[2]
- Pokušaj talijanskog ministra vanjskih poslova Giannija de Michelisa da, u ime Europske zajednice kreditom Jugoslaviji od četiri do pet milijardi dolara, spriječi raspad te države zakašnjeli je pokušaj jer je njeni narodi više ne žele, piše austrijski dnevnik Salzburger Nachrichten.[2]

### 19. lipnja
- Hrvatska država već i prije proglašenja suverenosti postala je stvarnost međunarodnog života - rekao u povodu izlaženja 10.000 broja Večernjeg lista u ekskluzivnom intervjuu za predsjednik Republike Hrvatske dr. Franjo Tuđman.[2]
- U Beogradu razgovarali predsjednici Srbije, Hrvatske i Bosne i Hercegovine Slobodan Milošević, dr. Franjo Tuđman i Alija Izetbegović, međutim među njima ostale razlike o karakteru državne jedinice.[2]
- Njemački Budenstag prihvatio nacrt deklaracije o Jugoslaviji, u kojem se naglašava pravo jugoslavenskih naroda da sami odluče o budućem ustrojstvu zemlje.[2]
- Talijanski ministar de Michelis izjavio novinarima u Berlinu da bi jednostrano proglašenje nezavisnosti Slovenije i Hrvatske bilo kršenje načela KESS-a.[2]
- Ministri vanjskih poslova KESS-a u Berlinu donijeli posebnu Izjavu o Jugoslaviji, u kojoj je podrška demokratskom razvoju stavljena ispred dijela teksta koji govori o podršci jedinstvu i teritorijalnom integritetu, te pozivaju da se put iz sadašnje teške i opasne situacije pronađe bez primjene sile.[2]

### 20. lipnja
- U Kninu zatvoreno sedam hrvatskih redarstvenika, zbog, kako je izjavio Milan Martić, špijunske djelatnosti i rušenja legalnih organa krajine.[2]
- Savezno vijeće Skupštine SFRJ uputilo je zahtjev Predsjedništvu SFRJ da izabere, proglasi i objavi izbor predsjednika i potpredsjednika na temelju Ustava i poslovničkog redoslijeda do 25. srpnja.[2]

### 21. lipnja
- Američki državni tajnik James Baker u Beogradu razgovarao u šest republičkih državnika, no s blic mirovne misije Baker otišao zabrinut.[3]
- BAKER je došao u Beograd kako bi ohrabrio saveznu administraciju u nastojanju da spriječi raspad zemlje, piše beogradski dnevnik Borba.[3]

### 22. lipnja
- Srpski teroristi u Republici Hrvatskoj ne sustaju: i dalje eksplozije u Osijeku, Dalju, Belom Manastiru, Glini...[3]
- Proteklog vikenda srpski teroristi na cesti Gospić - Gračac oteli tri policajca i djevojku koja je bila s njima, zatim ih odvezli u Knin, gdje su policajce zadržali a djevojku, Anu Pavičić, nakon saslušanja, pustili.[3]

### 23. lipnja
- Dvanaest zemalja članica EZ-a složili se u Luxembourgu da ne priznaju nezavisnost Slovenije i Hrvatske, ako te dvije republike jednostrano odluče napustiti jugoslavensku federaciju.[3]
- Stajalište dvanaest država EZ-a da neće priznati nezavisnost Slovenije i Hrvatske zapanjuje nas, pogotovo što ono dolazi pred formalno odlučivanje naših dviju republika - stoji u izjavi Slovenskog sekretarijata za međunarodnu suradnju, objavljenoj kasno večeras u Ljubljani.[3]
- JNA samovoljno iz Ljubljanske zrakoplovne luke Brnik odvezla dvanaest zrakoplova tipa kraguj iz sastava Teritorijalne obrane Slovenije.[3]

### 24. lipnja
- Savezni premijer Ante Marković govorio u Saboru Republike Hrvatske zauzimajući se za nepromjenjivost vanjskih i unutarnjih granica SFRj, te za europeizaciju Jugoslavije kao cjeline.[3]
- Hrvatski predsjednik dr. Franjo Tuđman, u stanci saborskog zasjedanja, primio predsjednika Savezne Vlade Antu Markovića, te ga upozorio da se Hrvatska ne odcjepljuje od Jugoslavije, nego razdružuje, na čemu neprekidno radi Sabor.[3]
- Europska zajednica i Jugoslavija potpisale u Bruxellu treći, dosad najopsežniji, financijski protokol: u pet godina Jugoslaviji gotovo milijardu dolara.[3]
- Kholova Krščanska unija distancirala se od zaključaka EZ o Jugoslaviji - nepriznavanja nezavisnosti Slovenije i Hrvatske u slučaju jednostranog odvajanja - te navodi odluku Bundestaga obvezatnu i za njemačku vladu da zajednički opstanak Jugoslavije ne može se iznuditi protiv slobodne volje i ravnopravnosti svih Jugoslavenskih naroda, a najmanje putem privrednog i financijskog pritiska sa strane jedne zajednice koja se poziva na slobodno samoodređenje.[3]

### 25. lipnja
- Sabor Republike Hrvatske prihvatio Ustavnu odluku o suverenosti i samostalnosti Republike Hrvatske, te druge temeljne državno-pravne odluke kojima je Hrvatska postala suverena i samostalna republika.[3]
- U trenutku kada je predsjednik dr. Franjo Tuđman s govornice Hrvatskog sabora obznanio svijetu volju naroda da Hrvatska bude slobodna država, sa zvonika Crkve Sv. Marka zazvonila su zvona, a sabornicom prolomio pljesak i zapjevana Lijepa naša, a predsjednik Sabora dr. Žarko Domljan uzviknuo: Rođena je država Hrvatska! Neka joj je sretan i dug život![3]
- Skupština Republike Slovenije proglasila samostalnost i nezavisnost Slovenije.[3]
- U Saveznom vijeću Skupštine SFRJ u povodu rasprave o razdruživanju Slovenije poslanih iz Crne Gore Mijat Šuković zatražio intervenciju vojske.[3]
- Savezno vijeće Skupštine SFRJ usvojilo militantniju verziju zaključaka, kojima od savezne vlade i JNA traži da poduzmu mjere i radnje kojima bi se spriječilo prekrajanje Jugoslavije.[3]
- Martićevci okupirali sela Bratiškovce, Platovo, Dobrijeviće i Gardijane, a sela Piramatovce i Krković koja razbijaju nacionalnu cjelovitost tzv. krajine u općini Šibenik, poručuju oni bit će pokorena.[3]
- Martićevci i naoružani srpski civili blokirali sve ulaze u Dvor na Uni.[3]

### 26. lipnja
- Čestitke u povodu proglašenja hrvatske samostalnosti stižu Saboru, Predsjedniku Republike i Vladi Republike Hrvatske iz domovine i svijeta.[3]
- Srpski teroristi divljaju Hrvatskom: u Glini Martićevi odmetnici napali policijsku postaju, troje mrtvih i deset ranjenih osoba.[3]
- Sabor Republike Hrvatske donio odluku o priznanju Republike Slovenije kao suverene i samostalne države.[3]
- Tenkovi JNA kruže Slovenijom nakon njezinog osamostaljivanja, na nekim cestama građani napravili barikade, koje Armija pokušava ukloniti.[3]
- Savezna vlada, pod predsjedanjem Ante Markovića, donijela odluku kojom daje saveznoj policiji i Armiji odriješene ruke, jer je u nekim mjestima Slovenije došlo do nasilnog preuzimanja pojedinih funkcija federacije, prije svega u svezi prelaska državne granice.[3]
- Narodna Skupština Srbije prijeti i postavlja ultimatum saveznoj vladi, da će ako ne intervenira u sukobima u Hrvatskoj, Vlada Srbije poduzeti sve mjere u zaštiti srpskog naroda u svim dijelovima Jugoslavije.[3]
- Američki State Department izdao priopćenje u kojem izražava 'žaljenje što su Republika Slovenija i Hrvatska proglasile neovisnost od Jugoslavije.[3]

### 27. lipnja
- Slovenija opozvala svoje predstavnike u saveznim organima, a Janez Drnovšek povukao se s funkcije člana Predsjedništva SFRJ.[3]
- Republika Hrvatska zatražila od JNA da se povuče u vojarne i da više ne sprječava organe rada i sigurnosti u slamanju oružane pobune i terorizma u Hrvatskoj, jer, u protivnom, organi MUP-a i Zbora narodne garde suprotstavit će se jedinicama Armije.[3]
- Predsjednik Republike Hrvatske dr. Franjo Tuđman imenovao general-pukovnika Martina Špegelja za zapovjednika Zbora narodne garde.[3]
- U Osijeku tenkovi JNA gazili automobile po ulicama, a oficiri pucali na građane.[3]
- Savezno izvršno vijeće predložilo moratorij od četiri mjeseca na primjenu svih odluka koje se odnose na odcjepljenje i razdruživanje.[3]
- Velik zaokret američke politike: Bijela kuća podržava nacionalne težnje Hrvatske i Slovenije za autonomijom i suverenitetom, no do nove zajednice mora doći mirnim putem.[3]

### 28. lipnja
- Narodna banka Jugoslavije donijela odluku kojom izbacuje narodne banke Hrvatske i Slovenije iz jedinstvenog jugoslavenskog monetarnog sustava.[3]
- Američki Senat usvojio Rezoluciju kojom se oštro osuđuje 'posezanje za silom u rješavanju političkih razlika u Jugoslaviji.[3]
- U Beograd stigla europska mirovna misija: predstavljajući Ministarskog vijeća EZ Jacques Poos /Luxembourg/, Gianni de Michelis /Italija/ i Hans van der Broek /Nizozemska/.[3]
- Europska zajednica iz Luxembourga zahtijeva prekid nasilja, povratak vojske u vojarne, te obnovu dijaloga sukobljenih strana, Jugoslaviji zamrznuta ekonomska pomoć. a prijeti se i gospodarskom izolacijom, ako se ne nađe demokratsko i mirno rješenje. Od Hrvatske i Slovenije zahtijeva se da prihvate tromjesečni moratorij na svoje odluke o samostalnosti.[3]

### 29. lipnja
- Vrhovno državno vijeće Republike Hrvatske, pod predsjedanjem dr. Franje Tuđmana, odlučno osudio pogrešna tumačenja i iskrivljavanja nekih članova Predstavništva SFRJ dogovora s predstavnicima EZ, jer Republika Hrvatska nije odustala od ustavne odluke o suverenosti i samostalnosti niti su predstavnici EZ od nje to tražili.[3]
- Javnost u Srbiji razočarana slabim učincima JNA u Sloveniji, potvrdila TV anketa među građanima Beograda, većina ih misli da je armija morala biti mnogo agresivnija nego što je bila.[3]

### 30. lipnja
- Ustavni predsjednik SFRJ Stipe Mesić donio odluku da Štab Vrhovne komande JNA odmah obustavi svoje vojne operacije u Sloveniji.[3]
- U Ljubljani savezni premijer Ante Marković i predsjednik slovenske vlade Lojze Peterle dogovorili povlačenje JNA u vojarne od 1. srpnja.[3]
- State department izrazio duboku zabrinutost zbog sve većeg pribjegavanja sili, a Washington posebno ne odobrava zastrašivanja i prijetnje koje dolaze od Vrhovne komande JNA.[3]